# Tess Tiebie
Tess Tiebie (Uitgeest, 13 mei 2006) is een Nederlands voetbalspeelster. Ze speelt als middenvelder voor Telstar in de Vrouwen Eredivisie. 

## Carrière
Tess Tiebie kwam in haar jeugdjaren uit voor FC Uitgeest. Ook speelde ze zaalvoetbal bij Reiger Boys Zaalvoetbal. In 2022 werd Tiebie uitgenodigd om een stagetraject af te leggen bij Ajax talententeam. In juli 2022 stapte Tiebie over naar het beloftenteam van Telstar
In een uitwedstrijd tegen ADO Den Haag op 18 september 2022 zat Tiebie voor het eerst bij de wedstrijdselectie van Telstar. In het seizoen 2023/24 maakte Tiebie op 1 mei 2024 haar debuut voor Telstar in de Vrouwen Eredivisie in een thuiswedstrijd tegen AZ door in de 81ste minuut in te vallen voor Esmee Daalman. In de voorbereiding op het seizoen 2024/25 trainde ze voor het eerst volledig mee bij de eerste selectie van de Witte Leeuwinnen.

## Statistieken
| Seizoen | Club    | Competitie | Competitie | Competitie | Beker | Beker | Overig | Overig | Totaal | Totaal |
| Seizoen | Club    | Competitie | Wed.       | Dlp.       | Wed.  | Dlp.  | Wed.   | Dlp.   | Wed.   | Dlp.   |
| ------- | ------- | ---------- | ---------- | ---------- | ----- | ----- | ------ | ------ | ------ | ------ |
| 2022/23 | Telstar | Eredivisie | 0          | 0          | 0     | 0     | 0      | 0      | 0      | 0      |
| 2023/24 | Telstar | Eredivisie | 1          | 0          | 0     | 0     | 0      | 0      | 1      | 0      |
| Totaal  | Totaal  | Totaal     | 1          | 0          | 0     | 0     | 0      | 0      | 1      | 0      |

Bijgewerkt t/m 2 mei 2024.